# 悠と渚のハツラツサンデー
悠と渚のハツラツサンデー（はるかとなぎさのハツラツサンデー）は、2011年にTBSラジオで放送されていたトーク番組である。

## 概要
2011年1月2日から同年4月3日まで、全12回放送。放送時間は毎週日曜12:00-12:30（JST）。ただし1月23日と3月13日は休止。大塚製薬・オロナミンCの一社提供。
2010年4月スタートした「次長課長 河本"ハツラツ"準一のサンデー笑!」が、メインパーソナリティ河本準一（次長課長）の入院などが原因となって同年末で終了。年明けから仕切り直しで当番組がスタート。結果的に前番組の放送予定期間を全うする形で、僅か1クールで終了し、事実上の「つなぎ番組」となった。
パーソナリティはともに2010年入社で、放送当時新人だったTBS女性アナウンサーの2人。毎週ゲスト1組を迎え、トークを行う。

## パーソナリティー
- 小林悠（当時TBSアナウンサー）
- 佐藤渚（同）

## 出演したゲスト
- 有村昆･･･第1回
- 鈴木あきえ／出水麻衣（TBSアナウンサー）
- ローラ・チャン
- みうらじゅん
- 崎本大海
- 麒麟
- 敦士
- 瀬戸康史
- 松井絵里奈
- CHI-MEY･･･最終回

ほか